# Piz Prüna
Piz Prüna är en bergstopp i Schweiz.   Den ligger i regionen Maloja och kantonen Graubünden, i den östra delen av landet, 200 km öster om huvudstaden Bern. Toppen på Piz Prüna är 3 153 meter över havet, eller 313 meter över den omgivande terrängen. Bredden vid basen är 3,3 km.
Terrängen runt Piz Prüna är bergig västerut, men österut är den kuperad. Närmaste större samhälle är St. Moritz, 11,4 km väster om Piz Prüna. 
Trakten runt Piz Prüna består i huvudsak av gräsmarker. Runt Piz Prüna är det ganska glesbefolkat, med 23 invånare per kvadratkilometer.